# Krzysztof Szymański (generał)
Krzysztof Jan Szymański (ur. 22 lipca 1952) – generał dywizji Wojska Polskiego, Szef Zarządu Planowania Logistyki - P4.

## Życiorys
- 1975–1978 zastępca dowódcy kompanii 2 Dywizji Zmechanizowanej
- 1978–1982 zastępca dowódcy batalionu 2 Dywizji Zmechanizowanej
- 1982–1986 zastępca dowódcy 13 Pułku Zmechanizowanego 5 Dywizji Pancernej
- 1986–1988 szef Służby Czołgowo-Samochodowej 5 Dywizji Pancernej
- 1989–1992 zastępca dowódcy 10 Dywizji Zmechanizowanej
- 1994–1996 zastępca szefa Zarządu Zaopatrywania Sztabu Generalnego WP
- 1997–2000 zastępca szefa Logistyki Wojsk Lądowych
- 2000–2003 zastępca szefa Sztabu, Szef Logistyki (G4) Dowództwa Wojsk Lądowych
- 2003–2004 zastępca szefa Generalnego Zarządu Logistyki P-4 Sztabu Generalnego WP
- 2004–2006 zastępca szefa Sztabu, Szef Zarządu Logistyki J4 w Naczelnym Dowództwie Sił Sojuszniczych w Europie
- od 2007 szef zarządu Planowania Logistyki P-4

## Wykształcenie
- 1966-1971 Technikum Mechaniczne Zamość
- 1971-1975 Wojskowa Akademia Techniczna Warszawa
- 1992-1994 Akademia Sztabu Generalnego Moskwa
- 1999 Kurs Języka angielskiego Borden (Kanada)
- 2000 Specjalistyczny Kurs Logistyczny Ottawa (Kanada)
- 2004 Kurs dla generałów i oficerów flagowych NATO Akademii Obrony NATO Rzym (Włochy)

## Awanse
- generał brygady - 2003[1]
- generał dywizji - 2010[2]

## Ordery i odznaczenia
- Krzyż Oficerski Orderu Odrodzenia Polski (2005)[3]
- Wojskowy Krzyż Zasługi (2011)[4]